# Crise des Samoa
La crise des Samoa est un affrontement entre les États-Unis, l'Empire allemand et la Grande-Bretagne pour le contrôle des îles Samoa pendant la guerre civile des Samoa (en) de 1887 à 1889. L'affrontement implique trois navires de guerre américains, l'USS Vandalia, l'USS Trenton et l'USS Nipsic et trois navires de guerre allemands, les SMS Adler, SMS Olga et SMS Eber, s’observant à distance durant plusieurs mois dans le port d’Apia, bientôt rejoint par le navire de guerre britannique HMS Calliope.
Le bras de fer prend fin les 15 et 16 mars quand un cyclone détruit six navires de guerre situés dans le port. Le Calliope s’échappe à temps et survit à la tempête. Robert Louis Stevenson qui a assisté à la tempête à Apia, écrit plus tard sur ce sujet. La guerre civile Samoanne se conclut finalement, par l'intermédiaire d'une convention tripartite en 1899, avec le partage des îles Samoa entre Américains et Allemands.

## Intervention
En octobre 1888, des navires de la flotte américaine livrent des armes aux indigènes et surveillent les opérations allemandes par le biais de leurs missions protestantes.
La SMS Eber retourne à Apia le 22 novembre et accueille son nouveau commandant de bord, le capitaine-lieutenant Eugen Wallis. La crise des Samoa entre les flottes allemande, britannique et américaine bat alors son plein. Des navires de l'United States, les USS Trenton, USS Vandalia et USS Nipsic se dirigent aussi vers la baie d'Apia, ainsi que le navire de la Royal Navy, le HMS Calliope. La SMS Eber, quant à elle, est accompagnée des SMS Adler et SMS Olga. Les Anglo-américains sont en faveur d'un chef de tribu d'une île voisine, Mataafa Josefo (1832-1912), qui pousse à la rébellion contre les compagnies de plantations allemandes. Du côté allemand, 220 soldats sont chargés du retour à l'ordre. Seize Allemands (dont un fusilier marin de la Eber) sont tués et vingt-sept sont sévèrement blessés pendant le combat qui a lieu le 18 décembre à Vailele. Quatre semaines plus tard, le consulat allemand d'Apia est détruit par les flammes. Les navires anglo-saxons sont à proximité et mouillent dans la baie d'Apia, la SMS Eber a le temps de faire l'aller-retour à Auckland pour envoyer une dépêche à Berlin. Son retour à la baie d'Apia lui est fatal. Un cyclone tropical en effet traverse les îles Samoa à la mi-mars. Tous les navires sont ancrés dans la baie, qu'ils estiment être protectrice.

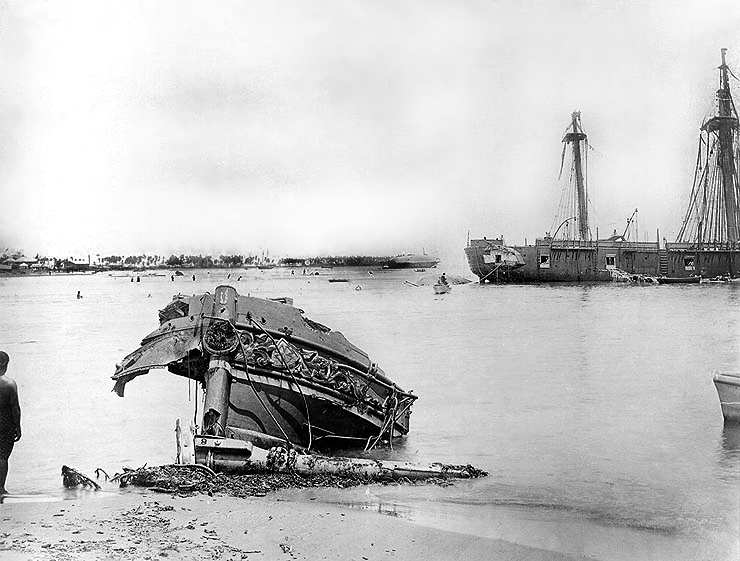
Morceau d'épave de la SMS Eber, à droite l'épave du USS Trenton

Le cyclone, qui arrive le 16 mars à Apia, est dévastateur. Seul le HMS Calliope, qui possède des moteurs puissants, parvient à sortir de la baie. Les autres bateaux sont soit projetés contre la barrière de rocail, soit jetés les uns contre les autres. La Eber a jeté trois ancres et pousse ses machines à fond en affrontant les vagues et le vent déchaîné. Elle est finalement projetée à terre. Soixante-treize membres d'équipage, dont le commandant de bord, trouvent la mort. Seulement quatre hommes d'équipage et un officier survivent à la catastrophe (cinq hommes de l'équipage se trouvaient à terre pour défendre le consulat allemand). Le rivage, lorsque la tempête s'éteint, est jonché d'épaves. Presque deux cents marins ont été tués au total sur les six navires naufragé. La SMS Olga est le seul bâtiment à ne pas avoir été totalement détruit et repartira après réparations. En attendant, les survivants sont évacués vers Sydney.

### Articles
- (en) Robert Conroy, « Only luck kept the United States from being occupied by Kaiser Wilhelm II's army between 1899 and 1904 », Military History, vol. 18, no August,‎ 2002
- (en) Kelle S. Sisung, « The Benjamin Harrison Administration », Gale Group, Detroit,‎ 2002
- (en) Graham Wilson, « Glory for the Squadron: HMS Calliope in the Great Hurricane at Samoa 1889 », Journal of the Australian Naval Institute, vol. 22, no 2,‎ 1996, p. 51–54

### Ouvrages
- (en) J.A.C. Gray, Amerika Samoa : A History of American Samoa and Its United States Naval Administration, Annapolis, U. S. Naval Institute, 1960 (ISBN 0-405-13038-4)
- (en) Walter LaFeber, The New Empire : An Interpretation of American Expansion, 1860–1898, Ithaca, New York, Cornell University Press, 1963
- (en) John Rousmaniere, After the Storm : True Stories of Disaster and Recovery at Sea, Camden, MN, International Marine/McGraw-Hill, 2002, 352 p. (ISBN 0-07-137795-6)
- (en) Robert Louis Stevenson, A Footnote to History, Eight Years of Trouble in Samoa, 1892 (lire en ligne)

### Ressources numériques
- (en) « Hurricane at Apia, Samoa, 15–16 March 1889 », Naval Historical Center, 2002 (consulté le 1er février 2010)
- (en) L.A. Kimberly, « Samoan Hurricane », Naval Historical Center (consulté le 1er février 2010)
- (en) L.J Lind, « The Epic of HMS Calliope », Naval Historical Society of Australia (consulté le 1er février 2010)